# Alvaro Noguera Giménez
Alvaro Noguera Giménez (Siviglia, 21 febbraio 1939 – Madrid, 25 marzo 2006) è stato un imprenditore, economista e mecenate spagnolo, uno dei personaggi di maggior rilievo del mondo economico valenciano tra la fine del XX secolo e l'inizio del XXI.

## Biografia
Nato a Siviglia il 21 febbraio 1939, è stato un valenciano doc «per famiglia, convinzioni e sentimenti», come disse il giorno del suo funerale il nipote José Antonio Noguera Puchol chiamato sull’altare per ricordarne la figura.
All’età di otto anni, entrò nel Collegio di San José di Valencia, retto dai Gesuiti, dove studiò e conseguì il diploma nel giugno del 1956. Fu un’esperienza dalla quale trasse cultura e formazione. Di quell’insegnamento apprezzò in particolare il valore del razionalismo, che divenne un cavallo di battaglia del suo pensiero. Maturò anche la convinzione che «labor omnia vincit», («la fatica vince ogni cosa») e che l’impegno profuso con abnegazione consente di raggiungere qualsiasi risultato. Nato in una famiglia di prestigiosa tradizione imprenditoriale, rimase orfano di padre appena quindicenne. Ciò nonostante proseguì gli studi conseguendo la laurea in giurisprudenza all’Università di Valencia.
Le sue convinzioni politiche democratiche e liberali lo portarono a metà degli anni Settanta a concepire l’idea di pubblicare un quotidiano che desse voce alle istanze della società civile e imprenditoriale spagnola. Fu quindi tra i fondatori del giornale El País, il cui primo numero uscì il 4 maggio 1976, nel periodo della delicata transizione della Spagna dal regime franchista alla monarchia costituzionale.
A ventiquattro anni sposò Agnès, nata in Normandia ma cresciuta a Parigi, di cui si era innamorato giovanissimo a Cambridge. Dalla loro unione nacquero quattro figli: Agnès, Álvaro, scomparso prematuramente in un incidente, Alejandro e Pablo. Per lui la famiglia fu sempre al di sopra di tutto: come ha scritto José Casas Pardo, professore di economia applicata all’Università di Valencia, suo amico di lunga data, Álvaro Noguera è stato un uomo «buono, intelligente, generoso, umile, un lavoratore instancabile».
Per trent’anni fece parte anche del consiglio di amministrazione del Banco de Valencia, di cui era il vice-presidente al momento della morte. I suoi interventi, frutto di una profonda conoscenza del mondo bancario e finanziario e di una grande capacità imprenditoriale accumulata sul campo, erano sempre ascoltati con attenzione e rispetto.
Si spense a Madrid il 25 marzo 2006: tre giorni dopo una folla commossa si raccolse nella chiesa del Patriarca, nel cuore di Valencia, per dargli l’ultimo saluto. Era appassionato di pittura e di cinema. Amava visceralmente la storia e i soldatini: la sua immensa e ricca collezione è ora in parte esposta all’Iber, il più grande museo al mondo di soldatini per superficie e numero di pezzi (circa 100 000). Ha sede a Palazzo Malferit, nella storica Calle Caballeros, nel centro di Valencia, a pochi passi dal Palacio de la Generalidad e dalla Cattedrale.